# Prehistorik
Prehistorik je plošinová hra, vyvinutá v roce 1991 pro platformy Amiga, Atari ST, Amstrad CPC a DOS.
Hráčovým úkolem je ovládat neandrtálce, vyzbrojeného kyjem nebo palicí. Jeho cílem je projít 7 úrovní a sesbírat přitom co nejvíce jídla. Trochu jídla lze nalézt volně na zemi, ale většinu je nutné získat ze zvířat, jako jsou dinosauři, medvědi grizzly apod. Ty je možné ulovit kyjem nebo palicí, které jsou neandrtálcovou základní výbavou.
Hra byla později uvolněna jako freeware. Jejím nástupcem se stal Prehistorik 2.